# The Kindergarten Teacher
The Kindergarten Teacher  es una película estadounidense de drama dirigida por Sara Colangelo. Se basa en la película israelí de 2014 del mismo nombre. Está protagonizada por Maggie Gyllenhaal, Parker Sevak, Anna Baryshnikov, Rosa Salazar, Michael Chernus y Gael García Bernal.
La película tuvo su premier mundial en el Festival de Cine de Sundance el 19 de enero de 2018. Fue estrenada el 12 de octubre de 2018, por Netflix en Estados Unidos y Canadá.

## Reparto
- Maggie Gyllenhaal como Lisa Spinelli.
- Parker Sevak como Jimmy Roy.
- Michael Chernus como Grant Spinelli.
- Gael García Bernal como Simon.
- Anna Baryshnikov como Meghan.
- Ajay Naidu como Nikhil Roy.
- Rosa Salazar como Becca.
- Sam Jules como Josh Spinelli.
- Daisy Tahan como Lainie Spinelli.
- Samrat Chakrabarti como Sanjay Roy.

## Producción
En mayo de 2017, se anunció que Maggie Gyllenhaal se había unido a la película, con Sara Colangelo dirigiéndola a partir de un guion que ella escribió, basado en la película israelí del mismo nombre. Trudie Styler, Celine Rattray, Gyllenhaal, Osnat Handelsman-Keren y Talia Kleinhendler servirían como productores de la película, a través de Maven Pictures y Pie Films, respectivamente. En julio de 2017, Gael García Bernal, Rosa Salazar, Michael Chernus, Anna Baryshnikov, Daisy Tahan y  Samrat  Chakrabarti se unieron al elenco de la película.

## Liberación
La película tuvo su premier mundial en el Festival de Cine de Sundance el 19 de enero de 2018. Se proyectó en la sección de competición dramática del festival. Poco después, Netflix adquirió los derechos de distribución de la película en los Estados Unidos y Canadá. Fue estrenada el 12 de octubre de 2018. Se proyectó en el Festival Internacional de Cine de Toronto el 6 de septiembre de 2018. 

## Premios y nominaciones
| Premio                                           | Fecha               | Categoría                             | Nominado(s)              | Resultado | Ref(s) |
| ------------------------------------------------ | ------------------- | ------------------------------------- | ------------------------ | --------- | ------ |
| Festival de Cine de Sundance                     | 27 de enero de 2018 | U.S. Dramatic: Grand Jury Prize Award | The Kindergarten Teacher | Nominada  | [ 8 ]  |
| Festival de Cine de Sundance                     | 27 de enero de 2018 | U.S. Dramatic: Directing              | Sara Colangelo           | Ganadora  | [ 9 ]  |
| Festival Internacional de Cine Hecho por Mujeres | Abril de 2019       | Premio Iberia del Público             | The Kindergarten Teacher | Ganadora  | [ 10 ] |